# آيت بن اسعيد (أولاد عياد)
آيت بن اسعيد هو دُوَّار يقع بجماعة بني زرنتل، إقليم خريبكة، جهة بني ملال خنيفرة في المملكة المغربية. ينتمي الدوّار لمشيخة أولاد عياد التي تضم 4 دواوير. يقدر عدد سكانه بـ 339 نسمة حسب الإحصاء الرسمي للسكان والسكنى لسنة 2004.

## وصلات خارجية
- البوابة الوطنية للجماعات الترابية
- المندوبية السامية للتخطيط